# 武藤大司
武藤 大司（むとう ひろし）は、日本の映画・ドラマのプロデューサー。

## 来歴・人物
電通勤務。「銀魂 (アニメ)」にて、モブキャラ(ムーさん)として登場したことがある。

## 作品

### 映画
- 映画みんな!エスパーだよ![3] (2015年) - プロデューサー
- 愛なき森で叫べ[4] (2019年/Netflix) - プロデューサー

### ドラマ
- トンスラ (小説) (2008年/日本テレビ) - プロデューサー
- 勇者ヨシヒコと魔王の城[5] (2011年/テレビ東京) - プロデューサー
- さばドル[6] (2012年/テレビ東京) - アシスタントプロデューサー
- 勇者ヨシヒコと悪霊の鍵[7] (2012年/テレビ東京) - プロデューサー
- みんな!エスパーだよ![8] (2013年/テレビ東京) - プロデューサー
- アオイホノオ[9] (2014年/テレビ東京) - プロデューサー
- みんな!エスパーだよ!番外編 〜エスパー、都へ行く〜 (2015年/テレビ東京) - プロデューサー
- みんな!エスパーだよ! 〜欲望だらけのラブ・ウォーズ〜 (2015年/dTV) - プロデューサー
- 宇宙の仕事 (2016年/Amazonプライム・ビデオ) - 企画・プロデュース
- 勇者ヨシヒコと導かれし七人[10] (2016年/テレビ東京) - 企画協力
- SR サイタマノラッパー〜マイクの細道〜[11] (2017年/テレビ東京) - プロデューサー
- 愛なき森で叫べ:Deep Cut[12] (2020年/Netflix) - プロデューサー

### バラエティ
- GO!GO!アッキーナ (2008年/テレビ東京) - プロデューサー
- たけしの誰でもピカソ (テレビ東京) - 番組中期アシスタントプロデューサーから番組末期プロデューサー
- 指原の乱 (2013-2014年/テレビ東京) - プロデューサー

### アニメ
- 銀魂 (アニメ) (2006-2008年/テレビ東京) - プロデューサー
- 薬屋のひとりごと (アニメ) (2023-2024年/日本テレビ) - プロデューサー